# Epitoxis duplicata
Epitoxis duplicata là một loài bướm đêm thuộc phân họ Arctiinae, họ Erebidae.